# Villa de Ves
Villa de Ves er en by og kommune i det sydøstlige Spanien i provinsen Albacete. Den har et indbyggertal på 55 (2024) indbyggere.